# Orłowo (Podlaquia)
Ołowo [pronunciación en polaco: /ɔrˈwɔvɔ/] es un pueblo en el distrito administrativo de Gmina Bakałarzewo, dentro del Distrito de Suwałki, Voivodato de Podlaquia, en el noreste de Polonia. Se encuentra aproximadamente 9 kilómetros al este de Bakałarzewo, 11 kilómetros al oeste de Suwałki, y 111 kilómetros al norte de la capital regional, Białystok.